# Samodzielna Grupa Powietrzno-Szturmowa
Samodzielna Grupa Powietrzno-Szturmowa (SGPSz, SGP-Sz) (Samodzielna Grupa Powietrznoszturmowa, SGP) – wyodrębniony komponent lądowo-powietrzny w Iraku, a powietrzny w Afganistanie. Pododdział przeznaczony do transportu lotniczego, lotniczego wsparcia ogniowego oraz rozpoznania lotniczego na rzecz PKW w operacji irackiej i w operacji afgańskiej SZ RP.

## PKW Irak
Wyodrębniony komponent lądowo-powietrzny funkcjonujący w operacji irackiej, wchodzący w skład dowodzonej przez Polaków Wielonarodowej Dywizji Centrum-Południe w Iraku. Samodzielna Grupa Powietrzno-Szturmowa była najsilniejszym pododdziałem, wielkości batalionu manewrowego. SGPSz operacji irackiej podlegała bezpośrednio dowództwu Dywizji C-P jako jego odwód. Na miejsce stacjonowania SGPSz wyznaczono lotniska w al Kut i Diwaniji. Samodzielna Grupa Powietrzno-Szturmowa przez pewien okres nazywała się Batalion Manewrowy, Task Force Falcon oraz Grupa Manewrowa.
Samodzielną Grupę Powietrzno-Szturmową sformowano, na podstawie rozkazu Dowódcy Wojsk Lądowych, w oparciu o wydzielone siły i środki 25 Brygady Kawalerii Powietrznej z Tomaszowa Mazowieckiego. SGPSz liczyła ok. 300 żołnierzy, w tym ok. 45 pilotów. Część lotniczą utworzono w oparciu o Dywizjony Lotnicze 25 Brygady – 37 i 66. Wydzielono z nich pilotów, techników, służby techniczne i kontrolerów lotów. W skład SGPSz PKW Irak weszli też kawalerzyści z 7 Batalionu 25 BKP. Żołnierze SGPSz otrzymali dostosowane do trudnych irackich warunków umundurowanie i wyposażenie.
Utrzymanie eskadry śmigłowców w polskiej strefie w Iraku wymagało przerzucenia odpowiedniego zaplecza technicznego z baz w RP. Przetransportowano je wraz ze śmigłowcami droga morską ze Szczecina do Kuwejtu, a następnie rzutem kołowym i powietrznym na lotniska docelowe. Samodzielna Grupa Powietrzno-Szturmowa w Iraku początkowo miała do dyspozycji kilkadziesiąt pojazdów i 10 śmigłowców, w tym 6 maszyn PZL W-3 Sokół i 4 śmigłowce transportowe Mi-8T. Sokoły okazały się nieprzystosowane do działań podczas Operacji Iraqi Freedom - zbyt słabe silniki i zbyt delikatne. Pod koniec 2004 roku wzmocniło Grupę dalszych sześć maszyn typu Mi-24D, które także nie wytrzymywały irackich warunków.
Ponadto w SGP-Sz do działań specjalnych w operacji w Iraku wyznaczono jako jedyną polską w MNDCS kompanię specjalną 1 Pułku Specjalnego Komandosów z Lublińca. Kompania specjalna wydzielona z 1 Pułku, prowadziła działania bojowe na rzecz całego PKW Irak przeciwko partyzantom m.in. podkładającym fugasy. Pododdziałowi JW 4101 wsparcie informacyjne zapewniali żołnierze Zarządu Wywiadu Wojskowych Służb Informacyjnych. Komandosom transport lotniczy zapewniały lotnicze pododdziały SGP-Sz.
Podczas IX i X zmiany PKW Irak Dowództwo MND C-S wydzieliło kompanię/grupę specjalną z Samodzielnej Grupy P-Sz tworząc Zgrupowanie Sił Specjalnych w Ad-Diwanijja, podporządkowane bezpośrednio dowództwu dywizji.
Misją SGPSz w Iraku było "trwać w gotowości do działania w strefie odpowiedzialności międzynarodowej dywizji w roli odwodu dowódcy". Funkcją mieszanej eskadry śmigłowców było lotnicze wsparcie oraz zabezpieczanie działań komponentu lądowego. Do zadań lotnictwa należało prowadzenie rozpoznania i działań powietrzno-manewrowych w ramach sił szybkiego reagowania (QRF), wsparcie działań wojsk lądowych (CAS), ewakuacja rannych (MEDEVAC), transport: wojsk, zaopatrzenia, sprzętu i uzbrojenia, VIP, a także ochrona konwojów i patroli.

## PKW Afganistan
SGPSz została sformowana także do prowadzenia działań w operacji w Afganistanie, przed 2010 r. nazywała się Samodzielną Grupą Powietrzną. Żołnierze tego pododdziału powietrznego prowadzą obecnie działania dzienno-nocne (przy wsparciu noktowizorów) transportowe, wsparcia ogniowego, rozpoznania lotniczego, ewakuacji rannych na rzecz pododdziałów lądowych WL RP i WS RP. Prowadzą także działania niszczące urządzenia telekomunikacyjne afgańskich przeciwników ISAF.
SGPSz PKW Afganistan dysponuje Mi-17 i Mi-24.
Dowódcą SGPSz podczas X Zmiany PKW Afganistan był ppłk dypl. Dionizy Budziszewski.

## Utracone maszyny w Iraku
- 15 grudnia 2004 koło Karbali rozbił się W-3WA (nr. 360902), zginęły trzy osoby, trzy dalsze zostały ranne
- 18 lipca 2006 w bazie pod Diwaniją rozbił się Mi-24D, nikt nie zginął.

## Utracone maszyny w Afganistanie
- 3 grudnia 2009 w bazie FOB Ghazni rozbił się Mi-24, nikt nie zginął.
- 26 stycznia 2011 w bazie FOB Ghazni w wyniku uszkodzenia wirnika ogonowego rozbił się Mi-24[7]
- 12 czerwca 2011 w bazie Ghazni podczas startu rozbił się Mi-24, załoga zdążyła się ewakuować[8]
- 15 grudnia 2011 w bazie Ghazni rozbił się Mi-24